# Bea Wain
Bea Wain, echte naam Beatrice Weinsier (New York, 30 april 1917 – Beverly Hills, 19 augustus 2017), was een Amerikaanse zangeres uit het bigband-tijdperk. Ze zong onder meer bij Gene Kardos, Artie Shaw en Larry Clinton.

## Loopbaan
Bea Wain leidde de vocale groep Bea and the Bachelors (met Al Rinker), die in verschillende radioshows optrad (onder meer met the Modernaires onder de naam V8). Midden jaren dertig zong ze bij Gene Kardos. In 1937 werd ze door bandleider Larry Clinton gevraagd bij hem te komen zingen. Ze zong op verschillende hits van Clinton, waaronder 'Deep Purple', 'Martha' en 'My Reverie'. In 1939 werd ze in een poll van Billboard uitgeroepen tot meest populaire bigband-zangeres. Later dat jaar ging ze solo en maakte enkele opnames, waaronder 'Kiss the Boys Goodbye'. Na 1942 maakte ze (door een verbod hierop tijdens de oorlog) geen platen meer, maar ze bleef zingen.
Na haar loopbaan als zangeres werkte ze met haar man, André Baruch (1908-1991), een radioveteraan, als diskjockey bij WMCA in New York, waar ze werden aangekondigd als Mr. and Mrs. Music. Hun programma werd later uitgezonden door ABC en NBC. In de jaren zeventig hadden ze een populaire dagelijkse talkshow in Florida.
Wain overleed in 2017 op 100-jarige leeftijd in een verzorgingshuis in Beverly Hills.

## Discografie
- My Reverie (compilatie, opnames 1937-1941), Jasmine Records
- That's How I Love the Blues (compilatie, opnames 1939-1947), Baldwin Street Music
- You Can Depend on Me (compilatie, opnames 1939-1941), Baldwin Street Music